# Mesnica (Annibale Carracci)
Mesnica je naslov dveh slik italijanskega baročnega slikarja Annibala Carraccija, obe iz zgodnjih 1580-ih let. Zdaj sta v zbirkah Christ Church Picture Gallery v Oxfordu in Kimbell Art Museum v Fort Worthu v Teksasu.
Sliki sta povezani s sodobno Jedec fižola (Galleria Colonna), saj so zelo zgodnji primeri italijanskega žanrskega slikarstva. Velika velikost slike v Christ Church Picture Gallery je izjemna za tak predmet v tem času in domneva se, da jo je naročil mesarski ceh ali za uporabo kot znak. Na Carraccija sta pri upodabljanju vsakdanjih življenjskih tem vplivala Vincenzo Campi in Bartolomeo Passarotti, ki jima je bila Mesnica prvotno pripisana. Izkazana je Carraccijeva sposobnost prilagajanja svojega sloga, ki ga naredi »nižjega«, ko gre za »manj pomembne«, kvazisatirične teme, kot sta Jedec fižola in Mesnica, medtem ko je v svojih bolj akademskih delih (kot je približno sodobno Marijino vnebovzetje) z enako lahkoto uporabil bolj dovršen način.
Trdi se, da so bili za modele uporabljeni člani slikarjeve družine. Rentgenski posnetki razkrijejo precejšnje spremembe nekaterih figur, roka na robu mize, ki zdaj očitno pripada stari ženski, čeprav ni v sorazmerju z ostalim delom, je morda prvotno pripadala mesarju na desni od nje.

## Zgodovina
Najstarejša novica o veliki sliki Mesnica sega v leto 1627, ko so Gonzage sliko odtujili (ob grosistični prodaji svoje izjemne zbirke umetnin) angleškemu kralju Karlu I. Stuartu. Od takrat je platno vedno ostalo na otoku.
Nič ni znanega o tem, kako je delo postalo del zbirk vojvod Mantove, ali o okoliščinah njenega nastanka. Glede na precejšnjo velikost platna, neobičajno za žanrsko sliko, je domnevati, da je rezultat posebnega naročila in ne produkt avtonomne pobude slikarja.
V zvezi s tem zadnjim je bila postavljena hipoteza, da je platno naročila bogata družina Canobbi iz Bologne, ki se prav tako posveča trgovini z mesom. Canobbiji so bili pravzaprav pokrovitelji slike 
Kristusova krst, ki jo je izvedel Carracci med letoma 1583 in 1585 (torej približno v istem obdobju domnevnega dokončanja Mesnice iz Oxforda). Hipoteza je torej, da je bilo platno v Christ Church Picture Gallery namenjeno eni od trgovin teh trgovcev ali da je bilo razstavljeno v dvoranah bolonjskega ceha mesarjev.
Preden je prišla v galerijo, je bila dolgo časa obešena v kuhinji fakultete, ko so v 20. stoletju prepoznali njeno pomembnost.

## Ikonografske in kompozicijske reference
Na tej sliki Carracci kaže, da se zaveda dokazov o podobni temi, skoraj sočasni z njegovo Mesnico, kot je Zelenjadarica Vincenza Campija iz Cremone, ki je bil med prvimi italijanskimi slikarji, ki je uvozil izume Pietra Aertsena in njegovega učenca Joachima Beuckelaerja iz Nizozemska. Umetniki, ki so v žanrsko slikarstvo vnesli precej velike upodobitve kuhinjskih ali trgovskih prizorov, kjer je bila posebna pozornost namenjena hrani: zelenjavi, pticam, ribam in mesu.
Carracci je črpal tudi iz nekaterih kompozicij Bartolomea Passarottija, pri katerem je morda opravil kratko vajeništvo.
Reference Carraccijeve Mesnice pa niso omejene le na žanrske slike podobne vsebine: po kompoziciji se veliko oxfordsko platno namreč nanaša na prizore z Noetovim žrtvovanjem, ki jih je Michelangelo upodobil v oboku Sikstinske kapele in Rafaelovi Loži Apostolske palače. Dela, ki jih je Carracci, čeprav še ni imel neposredne vizije, verjetno poznal prek grafik (na primer delo Marca Denteja, ki izhaja iz Noetovega žrtvovanja v Rafaelovih ložah).
Sozvočje med nekaterimi figurami Carraccijeve Mesnice in prizori, ki sta jih Michelangelo in Rafael posvetila Noetu, se zdi očitna, na primer mesar na kolenih v središču kompozicije, ki bo zaklal kozlička, skoraj dobesedno repriza rafaelske figure, ki izvaja isto dejanje. Tudi mesar, ki stoji v središču, pred pultom, ima položaj, podoben Noetu za oltarjem na Michelangelovi freski.
- Raffael, Noetovo žrtvovanje, 1519, Vatikan, Apostolska palača
- Michelangelo, Noetovo žrtvovanje, 1508-1510, Vatikan, Sikstinska kapela